# HD 27894
HD 27894 ist ein etwa 143 Lichtjahre entfernter Hauptreihenstern der Spektralklasse K2 im Sternbild Reticulum (Netz). Er besitzt eine scheinbare Helligkeit von 9,4 mag. Der Stern wird von einem Exoplaneten mit einer Umlaufperiode von rund 18 Tagen umrundet.

## Planetarer Begleiter
Der Exoplanet HD 27894 b wurde von Mayor et al. mit Hilfe der Radialgeschwindigkeitsmethode entdeckt und 2005 publiziert. Der Orbit hat eine große Halbachse von ca. 0,12 Astronomischen Einheiten mit einer geringen Exzentrizität. Die Mindestmasse M·sin(i) des Objektes beträgt 0,6 Jupitermassen (ca. 200 Erdmassen).